# Copa de la Liga de Primera División 1983
La Copa de la Liga de 1983 fue la primera edición disputada de este torneo en España en la categoría de Primera División. Se disputó entre el 8 de mayo y el 29 de junio de 1983 bajo la modalidad de eliminación directa a ida y vuelta. Participaron los dieciocho equipos que durante aquel año compitieron en Primera División.
El primer equipo en alzarse con el torneo fue el Fútbol Club Barcelona que se impuso en la final al Real Madrid C. F..

## Equipos participantes
Disputaron la Copa de la Liga 1983 los dieciocho equipos participantes en la Primera División de España 1982/83:
| - Athletic Club - Club Atlético de Madrid - F. C. Barcelona - Real Betis Balompié - R. C. Celta de Vigo - R. C. D. Español - U. D. Las Palmas - Real Madrid C. F. - C. D. Málaga | - C. A. Osasuna - Real Racing Club de Santander - Real Sociedad de Fútbol - U. D. Salamanca - Sevilla F. C. - Real Sporting de Gijón - Valencia C. F. - Real Valladolid Deportivo - Real Zaragoza C. D. |

## Primera ronda
Los partidos de ida se disputaron el 8 de mayo y los de vuelta los días 21 y 22 de mayo.
| Equipo local  | Equipo visitante   | Ida   | Vuelta             |
| ------------- | ------------------ | ----- | ------------------ |
| Celta de Vigo | Español            | 3 - 2 | 1 - 7              |
| Betis         | Málaga             | 1 - 0 | 1 - 2 (pr. + pen.) |
| Racing        | Valencia           | 1 - 0 | 3 - 3              |
| Salamanca     | Atlético de Madrid | 0 - 0 | 1 - 4              |
| Real Zaragoza | Sevilla            | 2 - 1 | 2 - 0              |
| Athletic Club | C. A. Osasuna      | 1 - 1 | 2 - 2 (pr.+ pen.)  |
| Las Palmas    | Real Valladolid    | 4 - 1 | 2 - 1              |

Clubes exentos: Real Madrid, Barcelona, Sporting de Gijón y Real Sociedad.

## Segunda ronda
Los partidos de ida se disputaron el 1 de junio y los de vuelta el 8 de junio.
| Equipo local        | Equipo visitante | Ida   | Vuelta             |
| ------------------- | ---------------- | ----- | ------------------ |
| Sporting de Gijón   | Málaga           | 2 - 2 | 1 - 0              |
| Racing de Santander | Real Zaragoza    | 3 - 2 | 0 - 4              |
| Real Sociedad       | Español          | 2 - 2 | 0 - 0 (pr. + pen.) |
| Atlético de Madrid  | Athletic Club    | 3 - 0 | 0 - 2              |

Clubes exentos: Real Madrid, Barcelona y Las Palmas.

## Tercera Ronda
Los partidos de ida se disputaron los días 11 y 12 de junio y los de vuelta el 15 de junio.
| Equipo local      | Equipo visitante        | Ida   | Vuelta |
| ----------------- | ----------------------- | ----- | ------ |
| U. D. Las Palmas  | Club Atlético de Madrid | 1 - 0 | 0 - 3  |
| F. C. Barcelona   | Real Sporting de Gijón  | 1 - 0 | 0 - 0  |
| Real Madrid C. F. | Real Sociedad de Fútbol | 1 - 0 | 1 - 1  |

Clubes exentos: Real Zaragoza C. D..

## Fase final
Las dos últimas rondas se jugaron en tan solo diez días entre el 19 de junio y el 29 de junio
|  | Semifinales                    | Semifinales               | Semifinales               |   |                   | Final                     | Final                     | Final                     |  |
|  | 19 de junio - 22 de junio      | 19 de junio - 22 de junio | 19 de junio - 22 de junio |   |                   | 26 de junio - 29 de junio | 26 de junio - 29 de junio | 26 de junio - 29 de junio |  |
|  |                                |                           |                           |   |                   |                           |                           |                           |  |
|  |                                |                           |                           |   |                   |                           |                           |                           |  |
|  | Real Zaragoza C. D.            | 5                         | 3                         |   |                   |                           |                           |                           |  |
|  | Real Zaragoza C. D.            | 5                         | 3                         |   |                   |                           |                           |                           |  |
|  | Real Madrid C. F. (pr. + pen.) | 3                         | 5                         |   |                   |                           |                           |                           |  |
|  | Real Madrid C. F. (pr. + pen.) | 3                         | 5                         |   | Real Madrid C. F. | 2                         | 1                         |                           |  |
|  |                                |                           |                           |   | Real Madrid C. F. | 2                         | 1                         |                           |  |
|  |                                |                           | F. C. Barcelona           | 2 | 2                 |                           |                           |                           |  |
|  | Club Atlético de Madrid        | 1                         | F. C. Barcelona           | 2 | 2                 | 2                         |                           |                           |  |
|  | Club Atlético de Madrid        | 1                         |                           |   |                   | 2                         |                           |                           |  |
|  | F. C. Barcelona                | 0                         | 5                         |   |                   |                           |                           |                           |  |
|  | F. C. Barcelona                | 0                         | 5                         |   |                   |                           |                           |                           |  |
|  |                                |                           |                           |   |                   |                           |                           |                           |  |

## Final

### Ida
|  | POR | Agustín Rodríguez     |     |
|  | DEF | Juan José Jiménez     |     |
|  | DEF | John Metgod           |     |
|  | DEF | José Antonio Salguero |     |
|  | DEF | Isidro Díaz           |     |
|  | MED | Ricardo Gallego       |     |
|  | MED | Ángel de los Santos   | 68' |
|  | MED | Vicente del Bosque    |     |
|  | DEL | Juanito               |     |
|  | DEL | Santillana            |     |
|  | DEL | Francisco Pineda      | 68' |
|  | DT  | Alfredo Di Stéfano    |     |

|  | POR | Javier Urruti          |     |
|  | DEF | Tente Sánchez          |     |
|  | DEF | Migueli                |     |
|  | DEF | José Ramón Alexanko    |     |
|  | DEF | Julio Alberto          |     |
|  | MED | Periko Alonso          |     |
|  | MED | Bernd Schuster         | 69' |
|  | MED | Víctor Muñoz           |     |
|  | DEL | Lobo Carrasco          |     |
|  | DEL | Diego Armando Maradona |     |
|  | DEL | Marcos Alonso          |     |
|  | DT  | César Luis Menotti     |     |

|  | DEL | Ito                        | 68' |
|  | DEL | Francisco García Hernández | 68' |

|  | DEL | Esteban Vigo | 69' |

|  | 62' | Vicente del Bosque | 1-2 |
|  | 68' | Juanito (p)        | 2-2 |

|  | 51' | Lobo Carrasco          | 0-1 |
|  | 57' | Diego Armando Maradona | 0-2 |

|  |  | Vicente del Bosque    |
|  |  | Ángel de los Santos   |
|  |  | Francisco Pineda      |
|  |  | José Antonio Salguero |
|  |  | Isidro Díaz           |
|  |  | Ricardo Gallego       |

|  |  | Diego Armando Maradona |
|  |  | Víctor Muñoz           |
|  |  | Bernd Schuster         |

| Árbitro: | Idelfonso Urizar Azpitarte |
| Reporte  |                            |

|  | POR | Agustín Rodríguez     |     |
|  | DEF | Juan José Jiménez     |     |
|  | DEF | John Metgod           |     |
|  | DEF | José Antonio Salguero |     |
|  | DEF | Isidro Díaz           |     |
|  | MED | Ricardo Gallego       |     |
|  | MED | Ángel de los Santos   | 68' |
|  | MED | Vicente del Bosque    |     |
|  | DEL | Juanito               |     |
|  | DEL | Santillana            |     |
|  | DEL | Francisco Pineda      | 68' |
|  | DT  | Alfredo Di Stéfano    |     |

|  | POR | Javier Urruti          |     |
|  | DEF | Tente Sánchez          |     |
|  | DEF | Migueli                |     |
|  | DEF | José Ramón Alexanko    |     |
|  | DEF | Julio Alberto          |     |
|  | MED | Periko Alonso          |     |
|  | MED | Bernd Schuster         | 69' |
|  | MED | Víctor Muñoz           |     |
|  | DEL | Lobo Carrasco          |     |
|  | DEL | Diego Armando Maradona |     |
|  | DEL | Marcos Alonso          |     |
|  | DT  | César Luis Menotti     |     |

|  | DEL | Ito                        | 68' |
|  | DEL | Francisco García Hernández | 68' |

|  | DEL | Esteban Vigo | 69' |

|  | 62' | Vicente del Bosque | 1-2 |
|  | 68' | Juanito (p)        | 2-2 |

|  | 51' | Lobo Carrasco          | 0-1 |
|  | 57' | Diego Armando Maradona | 0-2 |

|  |  | Vicente del Bosque    |
|  |  | Ángel de los Santos   |
|  |  | Francisco Pineda      |
|  |  | José Antonio Salguero |
|  |  | Isidro Díaz           |
|  |  | Ricardo Gallego       |

|  |  | Diego Armando Maradona |
|  |  | Víctor Muñoz           |
|  |  | Bernd Schuster         |

| Árbitro: | Idelfonso Urizar Azpitarte |
| Reporte  |                            |

### Vuelta
|    | POR | Javier Urruti          |     |
|    | DEF | Tente Sánchez          |     |
|    | DEF | Migueli                |     |
|    | DEF | José Ramón Alexanko    |     |
|    | DEF | Julio Alberto          |     |
|    | MED | Víctor Muñoz           |     |
|    | MED | Bernd Schuster         |     |
|    | MED | Periko Alonso          |     |
|    | MED | Lobo Carrasco          |     |
|    | MED | Marcos Alonso          | 76' |
|    | DEL | Diego Armando Maradona |     |
| DT | DT  | César Luis Menotti     |     |

|    | POR | Agustín Rodríguez     |     |
|    | DEF | Juan José Jiménez     |     |
|    | DEF | Isidro Díaz           |     |
|    | DEF | John Metgod           |     |
|    | DEF | José Antonio Salguero | 16' |
|    | MED | Ricardo Gallego       |     |
|    | MED | Vicente del Bosque    |     |
|    | MED | Ángel de los Santos   |     |
|    | MED | García Hernández      |     |
|    | MED | Miguel Ángel Portugal |     |
|    | DEL | Ito                   | 73' |
| DT | DT  | Alfredo Di Stéfano    |     |

|  | MED | Esteban Vigo | 76' |

|  | DEF | Isidoro San José | 16' |
|  | DEL | Santillana       | 73' |

|  | 19' | Maradona (p.)       | 1-0 |
|  | 26' | José Ramón Alexanko | 2-0 |

|  | 82' | Santillana | 2-1 |

|  | Lobo Carrasco |
|  | Víctor Muñoz  |

|  | Miguel Ángel Portugal |
|  | Santillana            |

| Árbitro: | Joaquín Ramos Marcos |

|    | POR | Javier Urruti          |     |
|    | DEF | Tente Sánchez          |     |
|    | DEF | Migueli                |     |
|    | DEF | José Ramón Alexanko    |     |
|    | DEF | Julio Alberto          |     |
|    | MED | Víctor Muñoz           |     |
|    | MED | Bernd Schuster         |     |
|    | MED | Periko Alonso          |     |
|    | MED | Lobo Carrasco          |     |
|    | MED | Marcos Alonso          | 76' |
|    | DEL | Diego Armando Maradona |     |
| DT | DT  | César Luis Menotti     |     |

|    | POR | Agustín Rodríguez     |     |
|    | DEF | Juan José Jiménez     |     |
|    | DEF | Isidro Díaz           |     |
|    | DEF | John Metgod           |     |
|    | DEF | José Antonio Salguero | 16' |
|    | MED | Ricardo Gallego       |     |
|    | MED | Vicente del Bosque    |     |
|    | MED | Ángel de los Santos   |     |
|    | MED | García Hernández      |     |
|    | MED | Miguel Ángel Portugal |     |
|    | DEL | Ito                   | 73' |
| DT | DT  | Alfredo Di Stéfano    |     |

|  | MED | Esteban Vigo | 76' |

|  | DEF | Isidoro San José | 16' |
|  | DEL | Santillana       | 73' |

|  | 19' | Maradona (p.)       | 1-0 |
|  | 26' | José Ramón Alexanko | 2-0 |

|  | 82' | Santillana | 2-1 |

|  | Lobo Carrasco |
|  | Víctor Muñoz  |

|  | Miguel Ángel Portugal |
|  | Santillana            |

| Árbitro: | Joaquín Ramos Marcos |

|                 |
| Campeón         |
| F. C. Barcelona |
| 1.º título      |

## Tabla de participación
| Equipo            | J | G | E | P | GF | GC | Goleadores                                                                                  |
| Atlético Madrid   | 8 | 4 | 1 | 3 | 13 | 9  | Hugo Sánchez (6), Landáburu (3), Pedraza (2), Marina (2)                                    |
| Real Zaragoza     | 6 | 4 | 0 | 2 | 18 | 12 | Amarilla (7), Valdano (4), Señor (2), Güerri (2), Ramírez (2), Herrera (1)                  |
| F.C. Barcelona    | 6 | 3 | 2 | 1 | 10 | 6  | Maradona (4), Carrasco (2), Schuster (1), Víctor Muñoz (1), Marcos Alonso (1), Alexanko (1) |
| U.D. Las Palmas   | 4 | 3 | 0 | 1 | 7  | 5  | Faustino (2), Martínez (2), Julio Durán (1), Benito Morales (1), Juani (1)                  |
| Real Madrid       | 6 | 2 | 2 | 2 | 13 | 13 | Santillana (5), Juanito (3), Metgod (2), Pineda (2), Del Bosque (1)                         |
| Racing Santander  | 4 | 2 | 1 | 1 | 7  | 9  | Cidón (2), Paco (2), Sañudo (1), Chaparro (1), Bernal (1)                                   |
| R. C. D. Espanyol | 4 | 1 | 2 | 1 | 11 | 6  | Marañón (5), Murúa (2), Lauridsen (2), Giménez (1), Corominas (1)                           |
| Sporting Gijón    | 4 | 1 | 2 | 1 | 3  | 3  | Abel (1), Savic (1), Ferrero (1)                                                            |
| Athletic Bilbao   | 4 | 1 | 2 | 1 | 5  | 6  | Sola (2), Dani (1), Noriega (1), Sarabia (1)                                                |
| C.D. Málaga       | 4 | 1 | 1 | 2 | 4  | 5  | Totó (1), Gasparini (1), Brescia (1), José Hurtado (1)                                      |
| Real Betis        | 2 | 1 | 0 | 1 | 2  | 2  | Cardeñosa (1), Diarte (1)                                                                   |
| Real Sociedad     | 4 | 0 | 3 | 1 | 3  | 4  | Diego Álvarez (1), Uralde (1), Kortabarría (1)                                              |
| Celta de Vigo     | 2 | 1 | 0 | 1 | 4  | 9  | Pichi Lucas (2), Andrés Fernández (1), Mercader (1)                                         |
| C.A. Osasuna      | 2 | 0 | 2 | 0 | 3  | 3  | Lumbreras (1), Julio (1), Echeverría (1)                                                    |
| Valencia C.F.     | 2 | 0 | 1 | 1 | 3  | 4  | Robert (2), Botubot (1)                                                                     |
| U.D. Salamanca    | 2 | 0 | 1 | 1 | 1  | 4  | Ángel González (1)                                                                          |
| Sevilla F. C.     | 2 | 0 | 0 | 2 | 1  | 4  | José Luis (1)                                                                               |
| Real Valladolid   | 2 | 0 | 0 | 2 | 2  | 6  | Da Silva (1), Yáñez (1)                                                                     |
|                   |   |   |   |   |    |    |                                                                                             |